# Maddie Mastro
Maddie Mastro (ur. 22 lutego 2000 w Loma Linda) – amerykańska snowboardzistka specjalizująca się w konkurencji half-pipe. Po raz pierwszy na arenie międzynarodowej pojawiła się 26 lutego 2014 roku w Mammoth Mountain, gdzie w zawodach FIS Race była druga w halfpipie. W marcu 2014 roku wystąpiła na mistrzostwach świata juniorów w Valmalenco, zajmując szóste miejsce. Wynik ten powtórzyła podczas rozgrywanych rok później mistrzostw świata juniorów w Yabuli. W Pucharze Świata zadebiutowała 24 stycznia 2016 roku w Mammoth Mountain, kończąc rywalizację w halfpipie na trzeciej pozycji. Tym samym już swoim debiucie nie tylko zdobyła pierwsze pucharowe punkty, ale od razu stanęła na podium. W zawodach tych wyprzedziły ją tylko dwie rodaczki: Kelly Clark i Chloe Kim. Najlepsze wyniki osiągnęła w sezonie 2019/2020, kiedy to zajęła 8. miejsce w klasyfikacji generalnej AFU, a w klasyfikacji halfpipe’a była czwarta. W 2017 roku wystąpiła na mistrzostwach świata w Sierra Nevada, zajmując szóste miejsce. Rok później wystartowała na igrzyskach olimpijskich w Pjongczangu, zajmując dwunaste miejsce. W 2019 roku na mistrzostwach świata w Park City wywalczyła brązowy medal, ulegając jedynie rodaczce Chloe Kim oraz Chince Cai Xuetong. Dwa lata później, podczas mistrzostw świata w Aspen zdobyła srebro, ponownie uznając wyższość Kim.
Jest dwukrotną medalistką zawodów X-Games w konkurencji superpipe, rozgrywanych w amerykańskim Aspen. Zdobyła srebro podczas Winter X Games 25 oraz brąz podczas Winter X Games 22.

## Osiągnięcia

### Igrzyska olimpijskie
| Miejsce | Dzień     | Rok  | Miejscowość | Konkurencja | Zwyciężczyni |
| ------- | --------- | ---- | ----------- | ----------- | ------------ |
| 12.     | 13 lutego | 2018 | Pjongczang  | Halfpipe    | Chloe Kim    |

### Mistrzostwa świata
| Miejsce | Dzień    | Rok  | Miejscowość   | Konkurencja | Zwyciężczyni |
| ------- | -------- | ---- | ------------- | ----------- | ------------ |
| 6.      | 11 marca | 2017 | Sierra Nevada | Halfpipe    | Cai Xuetong  |
| 3.      | 8 lutego | 2019 | Park City     | Halfpipe    | Chloe Kim    |
| 2.      | 13 marca | 2021 | Aspen         | Halfpipe    | Chloe Kim    |

### Puchar Świata

#### Miejsca w klasyfikacji generalnej
- - AFU[2]
- sezon 2015/2016: 14.
- sezon 2016/2017: 51.
- sezon 2017/2018: 11.
- sezon 2018/2019: 25.
- sezon 2019/2020: 8.
- sezon 2020/2021: 27.

#### Miejsca na podium w zawodach
1. Mammoth Mountain – 24 stycznia 2016 (halfpipe) – 3. miejsce
2. Park City – 6 lutego 2016 (halfpipe) – 2. miejsce
3. Cardrona – 8 września 2017 (halfpipe) – 3. miejsce
4. Copper Mountain – 9 grudnia 2017 (halfpipe) – 2. miejsce
5. Snowmass – 13 stycznia 2018 (halfpipe) – 3. miejsce
6. Copper Mountain – 8 grudnia 2018 (halfpipe) – 2. miejsce
7. Copper Mountain – 14 grudnia 2019 (halfpipe) – 3. miejsce
8. Secret Garden – 22 grudnia 2019 (halfpipe) – 3. miejsce
9. Mammoth Mountain – 31 stycznia 2020 (halfpipe) – 2. miejsce